# Chamartín (Madrid)
Chamartín è uno dei distretti in cui è suddivisa la città di Madrid, in Spagna. Viene identificato col numero 5 e si trova nella parte nord della capitale. Nel 2014 aveva una popolazione di 142.754 abitanti. Storicamente è il quartiere del Real Madrid, essendo il quartiere dove si trova lo stadio Santiago Bernabéu.

## Geografia
Il distretto si trova nella parte nord del centro della città. Limita a nord con il quartiere Fuencarral-El Pardo, ad est con Ciudad Lineal, a sud con il distretto di Salamanca, al sudest con Chamberí e ad ovest con Tetuán.

### Suddivisione
Il distretto è suddiviso amministrativamente in 6 quartieri (Barrios):
- Castilla
- Ciudad Jardín
- El Viso
- Hispanoamérica
- Nueva España
- Prosperidad

## Storia
Originalmente era un comune vicino a Madrid, chiamato Chamartín de la Rosa, che apparteneva per la maggior parte ai duchi di Pastrana-Infantado. Nel palazzo di Chamartín è stato ospite Napoleone durante il suo viaggio a Madrid, durante la guerra d'indipendenza spagnola del 1808-1814; questo avvenimento è stato anche descritto dallo scrittore spagnolo Benito Pérez Galdós nella sua opera Episodios Nacionales.
Posteriormente, nel 1880, i duchi di Pastrana donarono i loro terreni e la Quinta del Recuerdo alla Compagnia di Gesù per fondare il Collegio della Madonna del Ricordo, che si conoscerà in futuro come collegio dei gesuiti di Chamartín.
Chamartín fu inglobata nei limiti della città di Madrid il 5 giugno del 1948.

## Punti d'interesse
È uno dei centri economici e finanziari della città di Madrid, essendo la zona dove hanno sede la maggior parte delle multinazionali spagnole e non nella città. Questa caratteristica ha fatto si che sia anche una delle zone residenziali più care di tutta la città. Un esempio della dinamicità di questo quartiere è il grande numero di grattacieli presenti dentro i suoi confini, come ad esempio quelli presenti nella zona di Cuatro Torres Business Area o di Puerta de Europa.
Tra i suoi punti di interesse si trovano l'Auditorio Nazionale di Musica, il Museo di Scienza Naturale, il Parco di Berlino e lo Stadio Santiago Bernabéu.

## Infrastrutture e trasporti
Dentro dei suoi limiti è presente anche la seconda stazione ferroviaria più grande della città di Madrid, chiamata Madrid-Chamartín e fornito con 21 binari in totale da dove partono la maggior parte dei treni diretti verso il nord della Spagna. Da questa stazione passano anche le linee di treni suburbani (cercanías) C1, C2, C3, C4, C7, C8 e C10.
Dentro del distretto di Chamartìn passano varie linee della metropolitana di Madrid:
- Linea 1: stazioni Plaza Castilla, Chamartín e Bambú.
- Linea 4: stazioni Avenida de América, Prosperidad, Alfonso XII e Avenida de la Paz.
- Linea 6: stazioni Avenida de América, República Argentina e Nuevos Ministerios.
- Linea 7: stazioni Gregorio Marañon, Avenída de América e Cartagena.
- Linea 8: stazioni Nuevos Ministerios e Colombia.
- Linea 9: stazioni Príncipe de Vergara-Pío XII, Plaza Castilla, Duque de Pastrana, Pío XII, Colombia, Concha Espina, Cruz del Rayo e Avenida de América.
- Linea 10: stazioni Begoña, Chamartín, Plaza de Castilla, Cuzco, Santiago Bernabéu, Nuevos Ministerios e Gregorio Marañon.